# Elymnias hypereides
Elymnias hypereides är en fjärilsart som beskrevs av Hans Fruhstorfer 1903. Elymnias hypereides ingår i släktet Elymnias och familjen praktfjärilar. Inga underarter finns listade i Catalogue of Life.